# Calodipoena conica
Calodipoena conica is een spinnensoort in de taxonomische indeling van de Mysmenidae.
Het dier behoort tot het geslacht Calodipoena. De wetenschappelijke naam van de soort werd voor het eerst geldig gepubliceerd in 1895 door Eugène Simon.